# Miconia pseudorigida
Miconia pseudorigida är en tvåhjärtbladig växtart som beskrevs av George Richardson Proctor. Miconia pseudorigida ingår i släktet Miconia och familjen Melastomataceae. IUCN kategoriserar arten globalt som starkt hotad.
Artens utbredningsområde är Jamaica. Inga underarter finns listade i Catalogue of Life.